# Koninkrijk Powys
Powys was een middeleeuws koninkrijk in Wales. Het zou aanvankelijk geregeerd zijn door de Gwerthernion-dynastie, die haar afstamming terugvoerde tot Vortigern en Prinses Sevira, de dochter van Mascen Wledic. In 616 kwam Powys in conflict met Aethelfrith van Northumbria, waarschijnlijk omdat het koninkrijk weigerde hem doorgang te verlenen voor een strafexpeditie tegen Gwynedd. Bij Chester kwam het tot een veldslag die gewonnen werd door de Angelsaksen.
Er waren herhaaldelijk conflicten met Mercia, wat koning Offa er toe bracht om Offa's Dyke te bouwen als verdedigingslinie tegen de Welsh. Dit bleef sindsdien voor lange tijd de grens tussen Mercia en Powys.
In 855 erfde Rhodri de Grote Powys en hij verenigde het met Gwynedd.

## Koningen van Powys
- Gwrtheyrn
- Cadeyern Fendigaid (430 – 447)
- Cadell Ddyrnllwg (ca. 447 – 460)
- Rhyddfedd Frych (ca. 480)
- Cyngen Glodrydd (ca. 500)
- Pasgen ap Cyngen (ca. 530)
- Morgan ap Pasgen (ca. 540)
- Brochwel Ysgithrog (ca. 550)
- Cynan Garwyn (? – 610)
- Selyf ap Cynan (610 – 613)
- Manwgan ap Selyf (613)
- Eiludd Powys (613 – ?)
- Beli ap Eiludd rond 655
- Gwylog ap Beli (695? – 725)
- Elisedd ap Gwylog (725 – 755?)
- Brochfael ap Elisedd (755? – 773)
- Cadell ap Brochfael (773 – 808)
- Cyngen ap Cadell (808 – 854)
- Rhodri Mawr (854 – 878)
- Merfyn ap Rhodri (878 – 900)
- Llywelyn ap Merfyn (900 – 942)
- Hywel Dda (942 – 950)
- Owain ap Hywel (950 – 986)
- Maredudd ab Owain (986 – 999)
- Llywelyn ap Seisyll (999 – 1023)
- Rhydderch ab Iestyn (1023 – 1033)
- Iago ab Idwal (1033 – 1039)
- Gruffydd ap Llywelyn (1039 – 1063)
- Bleddyn ap Cynfyn (1063 – 1075)
- Iorwerth ap Bleddyn (1075 – 1103)
- Cadwgan ap Bleddyn (1075 – 1111)
- Owain ap Cadwgan (1111 – 1116)
- Maredudd ap Bleddyn (1116 – 1132)
- Madog ap Maredudd (1132 – 1160)